# Phyllanthus chamaepeuce
Phyllanthus chamaepeuce är en emblikaväxtart som beskrevs av Henry Nicholas Ridley. Phyllanthus chamaepeuce ingår i släktet Phyllanthus och familjen emblikaväxter. Inga underarter finns listade i Catalogue of Life.